# La Chapelle-en-Vercors
 La Chapelle-en-Vercors  là một xã thuộc tỉnh Drôme trong vùng Rhône-Alpes đông nam nước Pháp. Xã La Chapelle-en-Vercors nằm ở khu vực có độ cao từ 600-1524 mét trên mực nước biển.